# كلايد غيتس
كلايد غيتس (بالإنجليزية: Clyde Gates)‏ هو لاعب كرة قدم أمريكية أمريكي، ولد في 13 يونيو 1986 في فيرنون في الولايات المتحدة.

## وصلات خارجية
- كلايد غيتس على موقع مرجع كرة القدم المحترفة.كوم (الإنجليزية)